# Bernard Crettaz

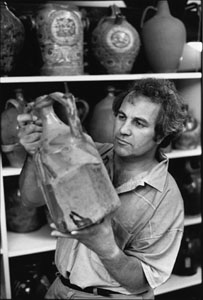
Bernard Crettaz en 1986.

Bernard Crettaz, né le 29 mai 1938 à Vissoie dans le val d'Anniviers (canton du Valais) et mort le 28 novembre 2022 en Autriche, est un sociologue et ethnologue suisse.

## Biographie
Après ses études au collège de Sion, Bernard Crettaz suit des cours de sociologie et de théologie protestante à l'Université de Genève où il obtient, en 1979, un doctorat en sociologie avec la publication de sa thèse Nomades et sédentaires. Après avoir été assistant à l'Université de Genève (1966-1968) et enseignant à l'Institut d'études sociales (1968-1973), il entreprend une recherche pour l'Institut de médecine légale sur la prison de Saint-Antoine à Genève (1973-1976).
En 1976, il est nommé conservateur du Département Europe du Musée d'ethnographie de Genève qui comprend la Collection Georges Amoudruz. Il est également chargé de cours au Département de sociologie de l’Université de Genève jusqu’en 2003. En 1977, il rencontre l'anthropologue Yvonne Preiswerk qui devient sa femme. En 1992, il prend position pour l'ouverture de la Suisse à l'Union européenne car il croit qu' elle « doit casser son image conservatrice en ouvrant les frontières. Sinon elle se transformera en un vaste musée, un Disneyland des alpages ».
En 1982, les Pompes funèbres générales demandent au couple Preiswerk-Crettaz de réfléchir avec eux sur l'émergence de rites mortuaires en ville. Ils fondent la Société d'études thanatologiques de Suisse Romande que Bernard Crettaz présidera. Avec sa femme, il s'interroge sur les rites et coutumes qui accompagnent la mort dans la société. Après la mort d'Yvonne Preiswerk en 1999, il poursuivra sur cette voie en organisant des animations Café mortel pour parler de la mort au bistrot. Le 31 mai 2000, il quitte le Musée d'ethnographie pour une vie de retraité. En 2002, il rentre vivre en Anniviers, sa vallée où il se consacre à l'écriture.
Il décède en Autriche le 28 novembre 2022 à l'âge de 84 ans.

## Publications
- Nomades et sédentaires, dans le Val d'Anniviers, Travail de thèse, Genève, Éditions Grounauer, 1979
- Grimentz, un village suisse, Sierre, Éditions Monographic et Lausanne, Éditions d'en bas, 1982
- Le pays où les vaches sont reines, (Avec Yvonne Preiswerk), Sierre, Éditions Monographic 1986
- Zinal défi à la montagne, Éditeurs, Bernard Crettaz et Claire Vianin, 1989
- La race d'Hérens est-elle en péril?, Saint-Maurice, Éditions Pillet, 1992
- La beauté du reste. Confession d'un conservateur de musée sur la perfection et l'enfermement de la Suisse et des Alpes, Genève, Éditions Zoé, 1993 (ISBN 2-88182-191-X)
- À la table des reines, Saint-Maurice, Éditions Pillet, 1993
- Juste l'ordinaire, (collectif), Lausanne, Éditions d'en bas, 1994
- Musée d'ethnographie de Genève. Au-delà du Disneyland alpin : La collection Amoudruz, Scarmagno (TO), Éditions Priuli et Verlucca, 1995  (ISBN 978-8-880-68467-1)
- Est-ce la fin des grandes lignées?, Saint-Maurice, Éditions Pillet, 1995
- « Un livre et une exposition » dans B. Crettaz et Jérôme Ducor (Dir.), De la Croix au Lotus, ou l'itinéraire spirituel d'un prêtre devenu bonze, Genève, Musée d'ethnographie, coll. « Nouveaux itinéraires Amoudruz », n° 3, 1996, p. 9-13. (Ouvrage autour de Jean Eracle)
- 75 ans pour que vive la race d’Hérens!, Saint-Maurice, Éditions Pillet, 1997
- « Un autre regard sur le croque-mort » (photographies de Johnathan Watts) dans Jérôme Ducor, Bernard Crettaz, Christian Delécraz, Christoph Gallaz,
- Petit Manuel des rites mortuaires, Genève, La Joie de lire, 1999  (ISBN 2-88258-163-7), p. 82-87.
- Vous parler de la mort, Ayer, Éditions Porte-Plumes, 2003
- Le curé, le promoteur, la vache, la femme et le président. Que reste-t-il de notre procession?, Ayer, Éditions Porte-Plumes, 2008 [présentation en ligne]
- Les Anniviards. Barbares et civilisés, (avec Evelyne Guilhaume), Sierre, Éditions À la carte, 2009
- Cafés mortels. Sortir la mort du silence, Genève, Éditions Labor et Fides, 2010